# Команы Понтийские
Команы Понтийские (Комана Понтийская, др.-греч. Κόμανα Ποντική, лат. Comana Pontica) — греческая колония на северо-востоке Малой Азии, внутри Понта, на реке Ирис (Ирида, ныне — Ешильырмак). Колония города Команы Каппадокийские. Команы Понтийские были большим и богатым торговым центром Понта для купцов Армении. Отстоял от города Амасия (ныне — Амасья) на расстоянии четырёх дней пути. Развалины древних Коман находятся в турецкой деревне Гюменек (Gümenek) в районе Токат близ города Токат в иле Токат.

## Культ Ма

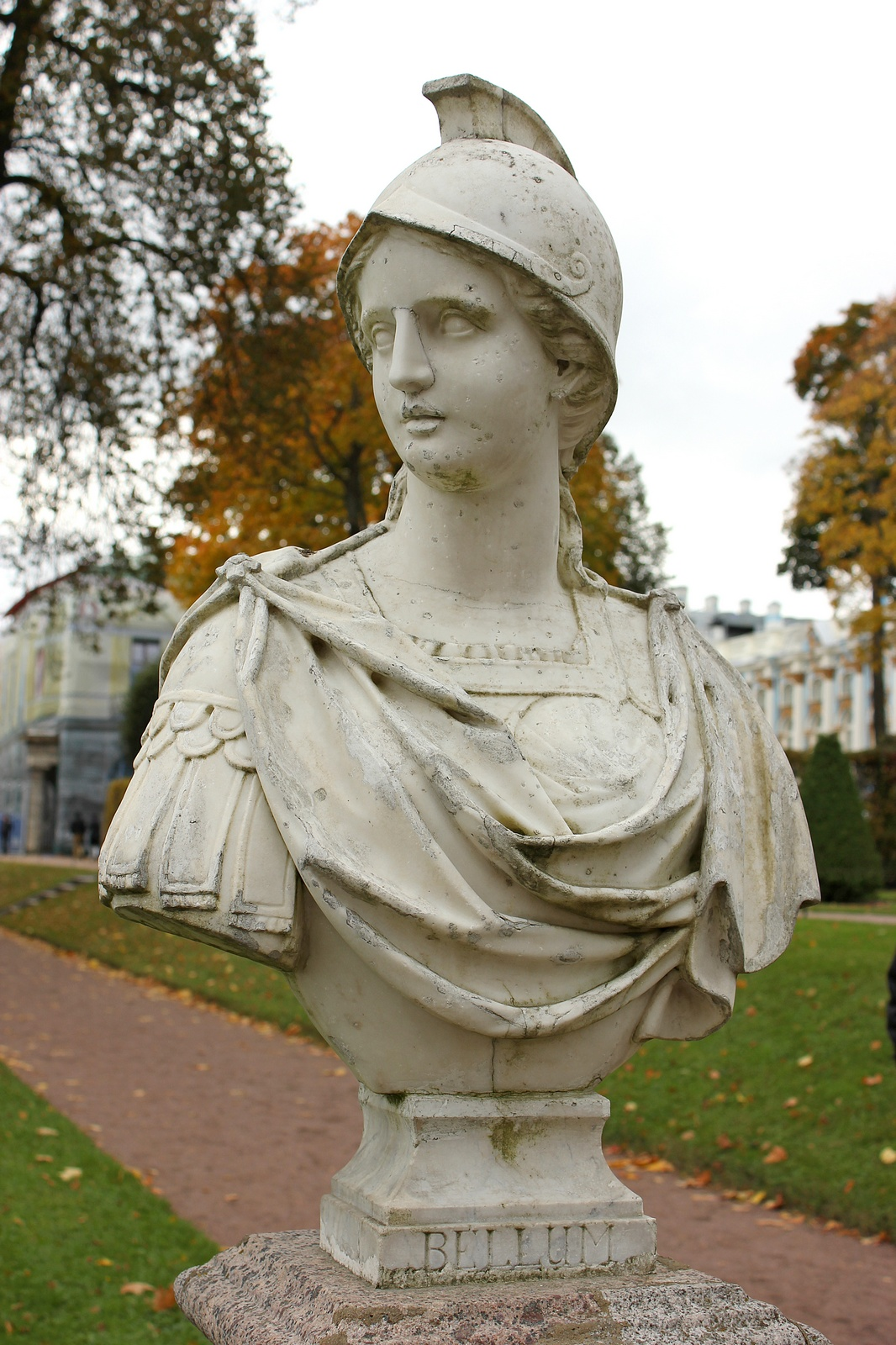
Бюст Беллоны. Скульптор Пьетро Баратта, XVIII век. Екатерининский парк (Царское Село)

Команы Понтийские обязанны своим значением храму с оргиастическим (связанным с ритуальными оргиями) культом богини Ma, которая отождествлялась с греческой богиней Энио и римской богиней Беллоной. Как и в Команах Каппадокийских, бо́льшая часть жителей большого города Команы Понтийские состояла из приверженцев культа Ма и храмовых служителей. Верховный жрец Ма был, как правило, из царского рода и пользовался почти неограниченной властью, уступавшей лишь царю. Жрецу принадлежали имения и подданные храма. При Страбоне на рубеже I века до н. э. и I века число иеродулов (служителей и служительниц) достигало 6000. По Страбону название города Команы происходило от прядей волос (κόμη), которые Орест и Ифигения отрезали в знак печали и оставили в качестве жертвы в храме. По Страбону культ Ма представлял собой культ Артемиды Таврополос (Таврической), который Орест и Ифигения перенесли из таврической Скифии. Жрец занимал должность пожизненно.
Дважды в год устраивался праздник с «выходом» богини при большом стечении народа. Жрец во время «выхода» носил диадему (знак царского достоинства). Страбон сообщает о роскоши горожан, виноградниках и множестве гетер (женщин, торгующих телом), посвящённых богине.
Дорилай, сын Филетера и племянник Дорилая Тактика, молочный брат Митридата VI, царя Понта, получил от царя почести и должность жреца в Команах. Попытался поднять восстание с целью перехода на сторону римлян и был лишен влияния. Позже жрецом был Моаферн (Μοαφέρνης), двоюродный дед Страбона. Командующий римскими войсками в Азии Гней Помпей Великий получил власть в Понте и в 63 году до н. э. назначил жрецом Архелая, сына Архелая и впоследствии царя Египта. Его сын, также Архелай, был жрецом до 47 года до н. э., когда был лишен должности Цезарем.
Теократом Коман с 47 года до н. э. был Ликомед, сын Нисы, дочери Ариарата VI, жены царя Вифинии Никомеда IV. Ликомед также был отстранён Цезарем. В 31 году до н. э. пост верховного жреца Коман достался Медею, возможно, сыну или внуку Ликомеда I и Орсобарис, дочери царя Понта Митридата VI, а затем — Клеону. Последним теократом стал Дитевт, сын Адиаторикса, после смерти которого Команы в 34 году были присоединены к римской провинции Вифиния и Понт.

## История

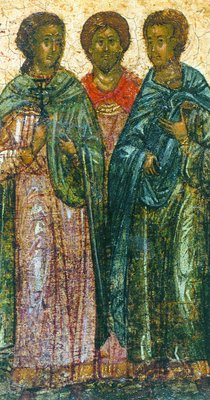
Мученики Евтропий, Клеоник и Василиск. Фрагмент иконы «Минея годовая», 1-я половина XVI века. Музей икон (Рекклингхаузен)

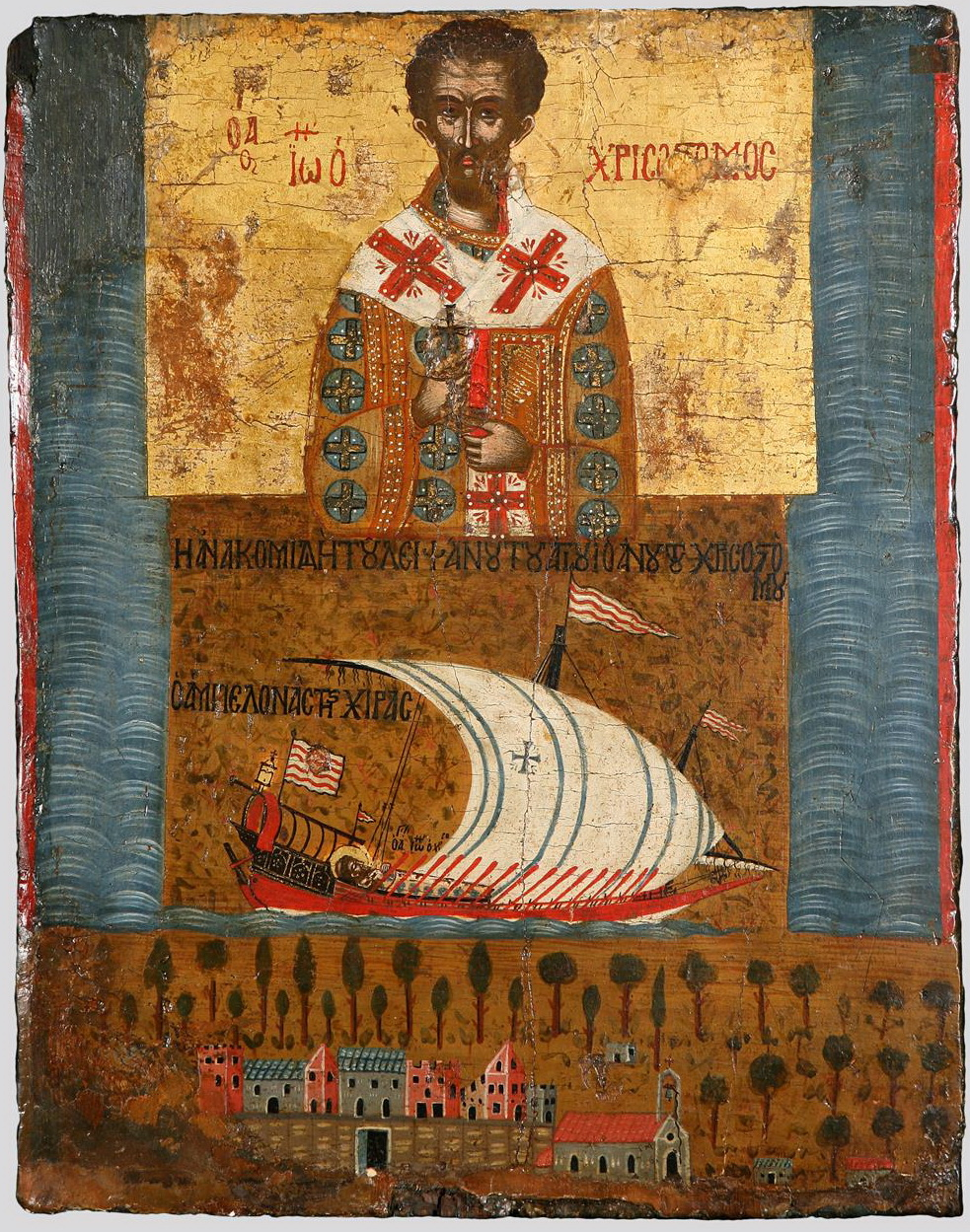
«Свт. Иоанн Златоуст. Перенесение мощей святителя». Икона. XVIII век. Византийский музей (Афины)

В 83 году до н. э. проконсул Лициний Мурена, оставленный в Азии Суллой с двумя легионами и желавший прославиться, напал на царство Митридата VI и разграбил Команы, где захватил храмовые деньги. Этим он спровоцировал Вторую Митридатову войну. Митридат в битве при Галисе (82 до н. э.) разбил Мурену.
После вторжения Помпея в 66 году до н. э. в крепости Комане, где хранились сокровища царя Понта Митридата VI, нашли убежище Стратоника и Ксифар, жена и сын Митридата. Стратоника сдала город римским войскам, за что Митридат убил их сына.
Святитель Григорий Чудотворец по просьбе жителей Коман посетил город, пробыл несколько дней и назначил епископом Александра, замученного при императоре Диоклетиане (284—305), по другой версии — при Деции (249—251).
В правление императора Галерия Максимилиана (293—311) в Команах был казнён Василиск Команский. Жители Коман выкупили останки мученика и тайно похоронили. Позже над могилой был возведён мартириум. Церковь построил житель Коман, Марин.
12 сентября 407 года в Команы Понтийские прибыл святитель Иоанн Златоуст. Император Флавий Аркадий в 404 году назначил город Кукус (ныне — Гёксун в Турции) в провинции Армения Вторая местом ссылки Иоанна Златоуста из Константинополя. В 407 году место ссылки было изменено на Питиунт (ныне Пицунда), отстоящий от Кукуса более чем на 1 тысячу километров. Иоанну Златоусту предстояло три месяца пути. По прибытии в Команы, эскорт не останавливаясь переправился через мост на северный берег Ириса и прошёл 16 километров до мартирия мученика Василиска на месте современного села Акбелен (Бизери), где был устроен привал. Наутро эскорт тронулся. Предположительно, целью эскорта была гавань Полемоний (ныне Фатса), откуда Иоанн Златоуст должен был продолжить путь до Питиунта морем. Эскорт был вынужден вернуться, так как Иоанну Златоусту стало плохо. 14 сентября Иоанн Златоуст скончался и был похоронен в мартирии, рядом с могилой мученика Василиска.
Патриарх Прокл(434—446) убедил императора Феодосия II перенести останки Иоанна Златоуста в столицу. В 438 году они были перевезены морем.
Павел Алеппский в 1656 году упоминает мартирий мученика Василиска и разрушенный монастырь близ Коман. Также Павел Алеппский упоминает саркофаг, перенесённый из мартирия мученика Василиска в церковь Воздвижения в село Бизери, тогда населённое армянами.